# AniWay
AniWay was een Nederlandstalig uit Nederland afkomstig glossy kwartaaltijdschrift over manga, anime, games, J-pop, J-cinema en Japanse cultuur. Het blad werd van 1999 tot 2023 uitgegeven door Stichting AniWay. Het tijdschrift verscheen viermaal per jaar.

## Geschiedenis
Gedurende zijn publicatieperiode onderging AniWay enkele belangrijke wijzigingen, terwijl de algemene structuur van het blad onveranderd bleef. Het tijdschrift maakte een overgang van zwart-wit naar full-color in mei 2004. Vanaf september 2005 werd AniWay breder beschikbaar in tijdschriftenwinkels, waarbij de nummering werd herstart om een nieuwe start te markeren voor een groter lezerspubliek. Tot juni 2006 werden de coverillustraties verzorgd door fan-tekenaars, maar vanaf september van dat jaar werd exclusief gebruikgemaakt van bestaand beeldmateriaal om toekomstige copyrightproblemen te voorkomen. Het AniWay-forum werd in 2019 gesloten. Uiteindelijk, in mei 2023, werd het tijdschrift stopgezet als gevolg van de toenemende druk van de coronacrisis en een afnemende interesse in gedrukte tijdschriften.